# كلهر (ميانة)
كلهر هي قرية في مقاطعة ميانة، إيران. يقدر عدد سكانها بـ 779 نسمة بحسب إحصاء 2016.